# Максентий Агдский
Максентий из Пуату или Максентий Агдский († в 515 году) — святой игумен из Пуату. День памяти — 26 июня.
Святой Максентий (фр.: Maxence, лат.: Maxentius) был родом из Агда. Узнав о св. Иларии, он прибыл из Лангедока в Пуатье и поступил в монастырь св. Агапита (Agapit). Впоследствии он стал настоятелем этого монастыря, и в его честь монастырь носит его имя: Сан-Максан-л'Эколь (Saint-Maixent-l'École).

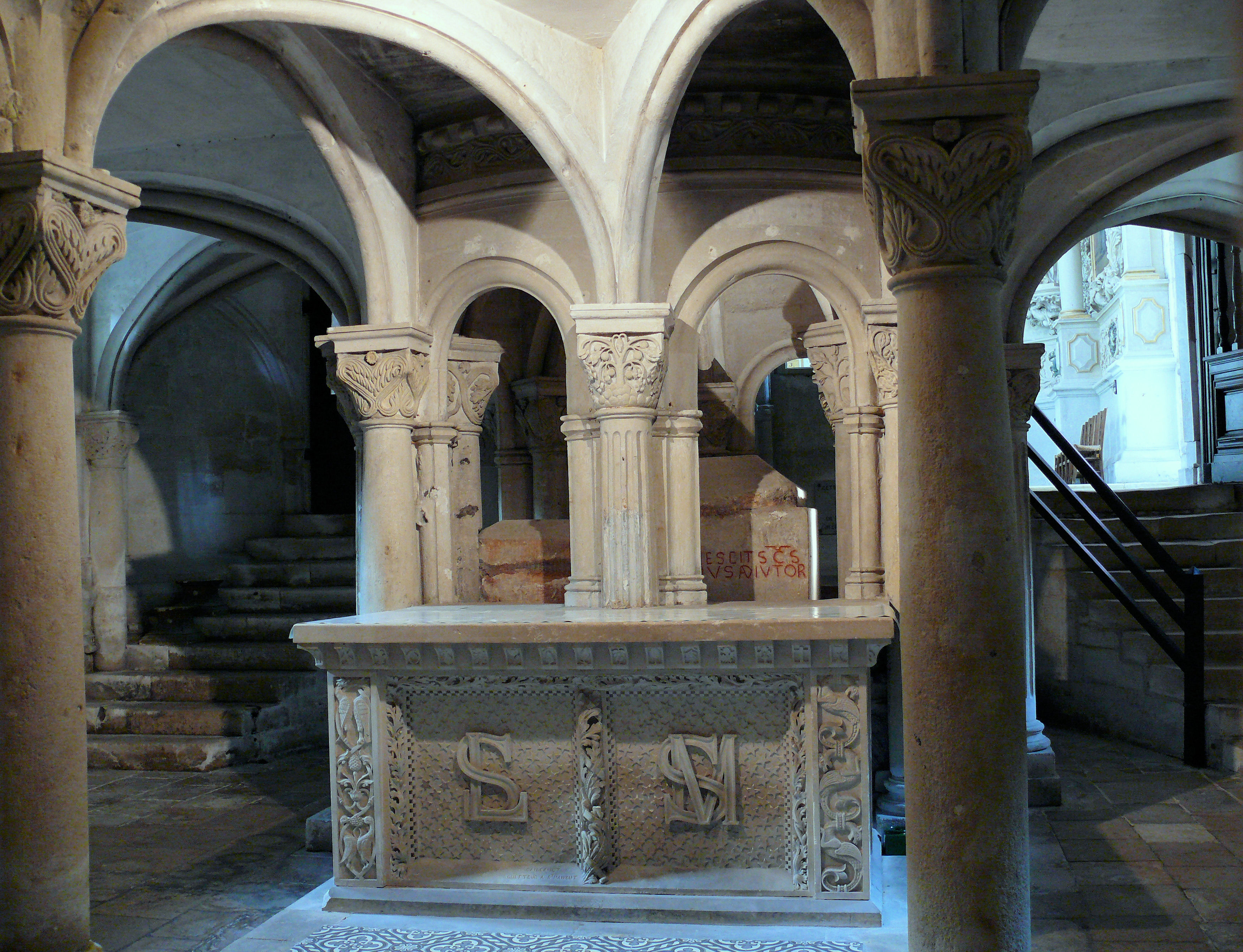
Монастырь св. Максентия - Крипта свв. Максентия и Леодегария (Léger)
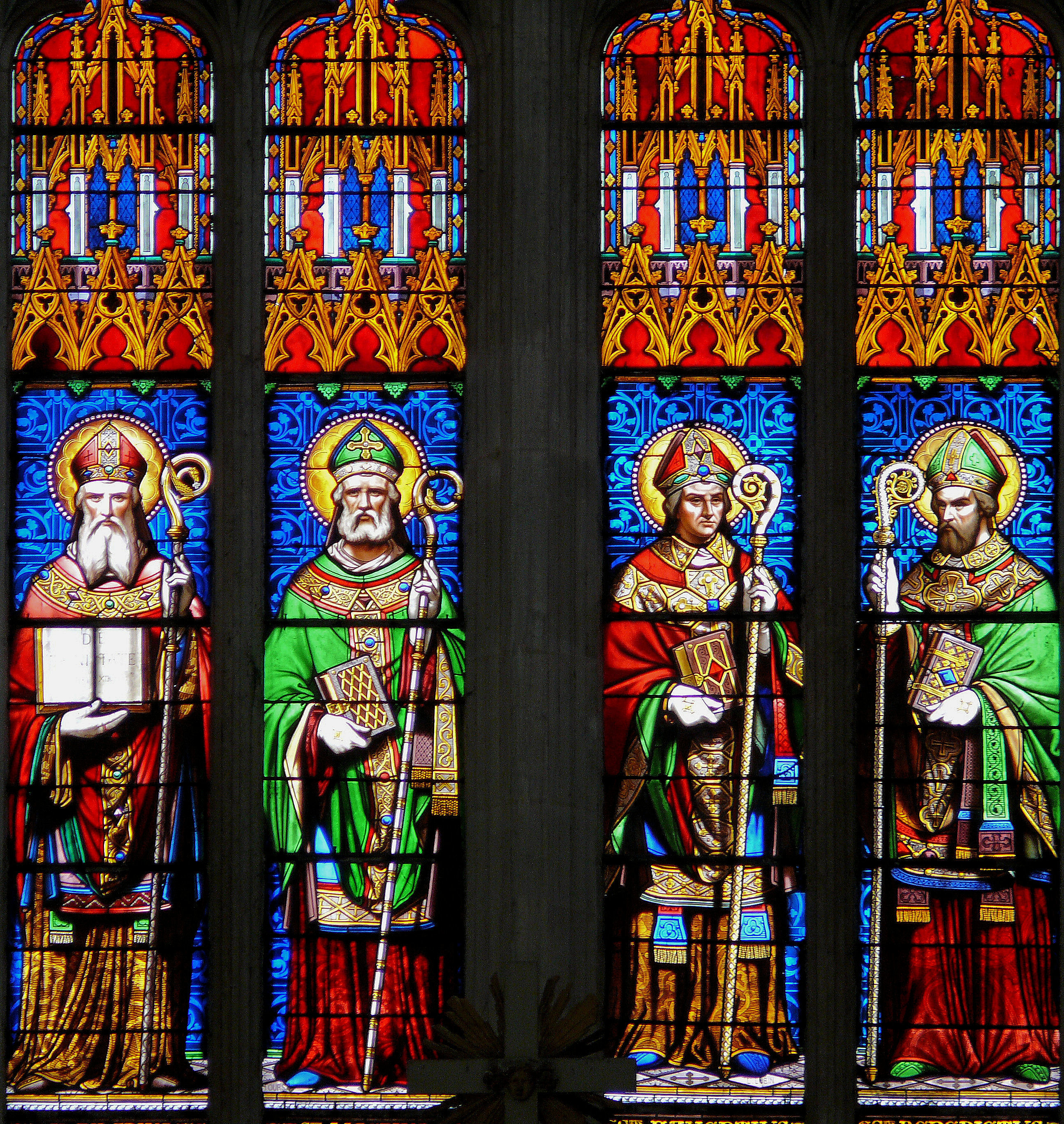
Монастырь св. Максентия - Витражи хора